# 시에라마드레숲쥐
시에라마드레숲쥐(Apomys sierrae)는 쥐과에 속하는 설치류의 일종이다. 필리핀 루손섬의 토착종이다.

## 특징
작은 설치류로 꼬리 길이 124~154mm를 포함하여 전체 몸길이가 262~296mm이다. 발 길이는 34~39mm, 귀 길이는 18~21mm, 몸무게는 최대 110g이다. 등 쪽은 녹빛을 띠는 짙은 갈색부터 누르스름한 갈색 털이 덮여 있는 반면에 배 쪽은 회색이고 털 끝은 희다. 귀는 털이 없다, 발 뒷쪽은 검은 털이 약간 듬성듬성 나 있다. 꼬리 윗면은 짙은 갈색이고 아랫면은 희다.

## 생태
육상성, 야행성 동물이다. 먹이는 벌레와 식물 씨앗 등이다.

## 분포 및 서식지
필리핀 루손섬과 팔라우이의 작은 선, 북부 해안에 널리 분포한다. 해발 475~1,800m의 산악 지대 숲과 이끼 숲, 저지대 딥테로카르푸스과 식물 이차림에서 서식한다.